# Vấn đề ông chủ và người đại diện
Vấn đề ông chủ và người đại diện (thuật ngữ tiếng Anh: Principal - Agent Problem) hay còn gọi là Vấn đề Người đại diện (Agency Problem), hay còn gọi là vấn đề người ủy thác và người nhận thác, là một ví dụ điển hình của rủi ro đạo đức phát sinh từ việc người quản lý (hay còn gọi là người đại diện) là người chỉ sở hữu một phần nhỏ hoặc thậm chí không sở hữu vốn của một công ty, ngược lại các ông chủ lại là người sở hữu phần lớn vốn. Do có sự tách biệt giữa quyền sở hữu và quyền quản lý đã gây nên một vấn đề là người quản lý có thể hành động theo lợi ích riêng của họ nhiều hơn so với lợi ích của người sở hữu.

## Giải pháp cho vấn đề ông chủ và người đại diện

### Giám sát thông tin
Việc giám sát thông tin một cách chặt chẽ từ phía người sở hữu có thể làm giảm thiểu rủi ro đạo đức gây ra từ việc thông tin phi đối xứng giữa người sở hữu và người quản lý. Tuy nhiên, việc giám sát này có thể rất tốn kém, do dó nó chỉ giải quyết một phần nào đó bởi vì sự hiện diện của vấn đề người đi xe không trả tiền. Chẳng hạn, một cổ đông của công ty khi biết được người quản lý bị giám sát chặt chẽ bởi các cổ đông khác, ông ta sẽ dành ít thời gian và tiền bạc hơn để làm việc đó, cuối cùng sẽ dẫn đến việc giám sát sẽ trở nên thiếu hiệu quả vì không ai thực hiện việc đó cả.

### Quy định của nhà nước
Nhà nước có thể xử lý vấn đề này bằng cách đưa ra các chuẩn mực kế toán giúp cho người sở hữu có thể biết được tình hình hoạt động kinh doanh của công ty. Tuy nhiên, người quản lý có thể sử dụng các biện pháp gian lận và phát hiện các gian lận này không phải là dễ dàng. Điển hình nhất là vụ bê bối kế toán dẫn đến sự phá sản của tập đoàn năng lượng Enron của Mỹ.

## Lý thuyết dòng tiền mặt tự do
Dòng tiền mặt là chêch lệch giữa tiền mặt nhập vào và tiền mặt xuất ra. Dòng tiền mặt tự do là dòng tiền mặt vượt quá lượng tiền cần thiết để sử dụng cho mục đích sinh lợi của công ty, doanh nghiệp. Khi một người đại diện nhận thấy số tiền mặt tự do của công ty lớn, dư dả, họ sẽ sử dụng nó với các mục đích cá nhân hơn là các mục đích sinh ra lợi nhuận cho công ty. Do đó, dòng tiền mặt tự do càng lớn thì vấn đề ông chủ và người đại diện càng trầm trọng

### Nắm quyền kiểm soát
Để giải quyết vấn đề ông chủ và người đại diện, người chủ hay cổ đông lớn của công ty có thể thực hiện việc đào thải ban quản trị tồi, tuy nhiên việc đó vô cùng khó khăn. Cổ đông đó phải tốn thời gian, công sức và tiền bạc để xét xem ban quản trị có thực sự làm việc tắc trách hay không. Ngoài ra, cơ chế pháp luật khiến cho việc sa thải một người quản lý xấu là rất phức tạp và tốn nhiều thời gian. Vì thế, việc nắm lại toàn quyền kiểm soát công ty bằng cách mua lại các hợp đồng cổ phần (equity contracts) để bố trí một đội ngũ ban quản trị mới là một giải pháp tốt cho vấn đề ông chủ và người đại diện.

### Tăng lợi nhuận cho người đại diện
Thay vì là một người ngoài cuộc thực hiện việc nắm quyền kiểm soát công ty, việc một thành viên trong ban quản trị là người thực hiện việc mua bán đó và kết quả là người đại diện lại sở hữu phần lớn công ty. Khi đó người ta gọi đây là việc mua cổ phần kiểu đòn bẩy. Khi đó vấn đề ông chủ và người đại diện sẽ được giảm thiểu.